# Kazuki Kohinata
Kazuki Kohinata –en japonés, 小日向一輝, Kohinata Kazuki– (12 de octubre de 1994) es un deportista japonés que compitió en natación. Ganó una medalla de bronce en el Campeonato Pan-Pacífico de Natación de 2014, en la prueba de 200 m braza.

## Palmarés internacional
| Campeonato Pan-Pacífico | Campeonato Pan-Pacífico | Campeonato Pan-Pacífico | Campeonato Pan-Pacífico |
| Año                     | Lugar                   | Medalla                 | Prueba                  |
| ----------------------- | ----------------------- | ----------------------- | ----------------------- |
| 2014                    | Gold Coast (Australia)  | Medalla de bronce       | 200 m braza             |